# 道玄坂二丁目南地区
道玄坂二丁目南地区（どうげんざかにちょうめみなみちく）は東京都渋谷区の再開発地区。デベロッパーは三菱地所。

## 経緯
2012年4月に道玄坂二丁目南地区まちづくり勉強会を設立し、2017年9月に道玄坂二丁目南地区再開発準備組合を設立した。2020年4月から三菱地所が事業協力者として加わり、2022年1月19日に、東京都から道玄坂二丁目南地区市街地再開発組合の設立が認可され、1月28日に再開発組合の設立総会が行われた。
2022年11月22日に東京都から権利変換計画が認可されると共に、三菱地所がこの再開発において特定建築者の役割を担うことになった。2023年2月から12月の間に既存建物地上解体工事を実施し、2024年1月16日から地下解体工事及び新築工事となった。
2022年1月28日の段階では、2026年度の竣工を予定していたが、2024年1月16日の段階で、2027年2月末に竣工時期が具体的に決定している。

## 特徴
この再開発では、道玄坂一・二丁目を繋ぐ南北のネットワークを形成して、その結節点として、「来街者の交流と憩いの空間」として設けられる広場に加え、樹木に囲まれた緑道を設置する。また、商業の店舗やホテルを設けることによって、渋谷駅周辺から道玄坂へと人々を誘導して、渋谷エリア全体の回遊性を向上させると共に、渋谷エリアの活性化に寄与することを目指す。オフィス棟は、京王井の頭線の渋谷駅に直結し、各フロア1500㎡を超える高機能のオフィスビルを計画している。また、災害の際の発生する帰宅困難者のための「一時滞在施設」を整備する。